# Homenaje a la hora de la siesta
Homenaje a la hora de la siesta è un film del 1962 diretto da Leopoldo Torre Nilsson.

## Trama
Un reporter parigino e il suo fotografo partono per il Brasile, nel cuore della foresta amazzonica, dove si tiene una cerimonia in memoria di quattro pastori missionari assassinati dagli indiani che volevano evangelizzare.  Le quattro vedove si incontrano in un albergo con il giornalista.  Quest'ultimo incontra la guida dei missionari.  Egli gli rivela che solo uno dei pastori è morto nel martirio, gli altri tre gli hanno chiesto di evitare loro le torture.  Ciascuna delle donne spera di essere la vedova dell'eroe.  Una di loro, Constance, scoprendo la verità - suo marito si è suicidato - uccide la guida e incendia la foresta per nascondere le tracce dell'accaduto. Le altre mogli, da parte loro, continueranno a credere nella purezza d'animo dei loro defunti ...